# Oklaji
Oklaji är en ort i Bosnien och Hercegovina.   Den ligger i entiteten Federationen Bosnien och Hercegovina, i den södra delen av landet, 80 km sydväst om huvudstaden Sarajevo. Oklaji ligger 316 meter över havet och antalet invånare är 1 150.
Terrängen runt Oklaji är lite bergig. Runt Oklaji är det ganska tätbefolkat, med 93 invånare per kvadratkilometer.. Närmaste större samhälle är Mostar, 19,6 km öster om Oklaji. 
Omgivningarna runt Oklaji är en mosaik av jordbruksmark och naturlig växtlighet.